# Joseph de Carayon-Latour
Pour les articles homonymes, voir Carayon et Latour.
Philippe-Marie-Joseph de Carayon-Latour (10 août 1824, Bordeaux - 16 septembre 1886, château de Virelade), est un militaire et homme politique français.

## Biographie
Joseph de Carayon-Latour est né dans une ancienne famille originaire du Tarn,. Il est le frère de Edmond de Carayon-Latour et petit-fils de Catherine-Dominique de Pérignon. La famille de Carayon s'était divisée en deux branches : les Carayon-Talpayrac (subsistants de nos jours) demeurés bourgeois, et les Carayon-Latour (éteints de nos jours) qui reçurent un titre héréditaire de baron en 1819. 
Il fut élève de l'École polytechnique, mais s'occupa, jusqu'en 1870, à peu près exclusivement d'agriculture, ses opinions légitimistes et catholiques l'ayant tenu sous l'Empire à l'écart des affaires publiques. Lors de la guerre franco-prussienne, il fut mis à la tête du bataillon des mobiles de la Gironde, fit la campagne de l'Est, et prit part au combat de Nuits. Nommé chevalier de la Légion d'honneur et lieutenant-colonel, il dirigea l'internement de son bataillon en Suisse après la défaite du général Bourbaki. 
Aux élections du 8 février 1871 pour l'Assemblée nationale, Carayon-Latour fut élu représentant de la Gironde ; il prit place à l'extrême droite et fit partie de la réunion des Réservoirs. Après avoir voté : pour la paix, pour les prières publiques, pour l'abrogation des lois d'exil, contre le retour à Paris, pour la démission de Thiers au 24 mai, etc., il se sépara, comme la plupart des royalistes purs, du ministère de Broglie, fut un des signataires de la proposition en faveur du rétablissement de la monarchie (15 juin 1874), et vota contre les lois constitutionnelles de 1875. 
Il prit quelquefois la parole à la tribune de l'Assemblée, et se signala surtout, dans la séance du 31 janvier 1873, par l'incident qu'il souleva, et qui était tout à fait étranger à la question alors en discussion, des marchés conclus à Lyon pendant la guerre. Carayon-Latour accusa son collègue, Challemel-Lacour, d'avoir, étant préfet du Rhône, écrit en marge du rapport d’un de ses agents l'ordre formel au général Bressolles de fusiller des mobiles de la Gironde campés à Villeurbanne, aux environs de Lyon : « Fusillez-moi ces gens-là! » aurait été la formule employée par le fonctionnaire du gouvernement de la Défense. Challemel-Lacour déclara n'avoir aucun souvenir de ce fait et demanda la production de la pièce portant la note incriminée. Carayon-Latour ne la produisit pas. À la suite de cet incident, le général Bressolles, dans une lettre rendue publique, nia qu'il eût jamais reçu l'ordre en question. Cependant Carayon-Latour revint à la charge, dans la séance du 19 février, affirmant de nouveau le fait, mais sans en faire autrement la preuve. 
Carayon-Latour se présenta sans succès aux élections législatives du 20 février 1876, dans la 4e circonscription de Bordeaux, face à Lur-Saluces. 
La mort du général d'Aurelle de Paladines, sénateur inamovible lui ouvrit, le 19 février 1878, les portes du Sénat. Au Sénat comme à l'Assemblée nationale, il siégea dans la droite monarchiste, fit partie de la réunion dite des « chevau-légers », et vota avec elle : contre le ministère Dufaure, contre l'article 7 de la loi sur l'enseignement supérieur et les divers projets présentés par Jules Ferry, contre l'application des décrets aux congrégations, contre les lois sur la presse et la liberté de réunion, contre la loi nouvelle (1882) sur le serment judiciaire, contre la suspension de l'inamovibilité de la magistrature (1883), contre le rétablissement du divorce (1884), etc. 
Il parut rarement à la tribune du Sénat, et mourut en 1886 dans son château de Virelade près de Bordeaux, des suites d'une maladie d'estomac. Ses obsèques eurent lieu à Podensac. Carayon-Latour était lieutenant-colonel d'un régiment de l'armée territoriale. Son buste, œuvre de Chapu, a été offert par souscription à la mairie de Bordeaux.

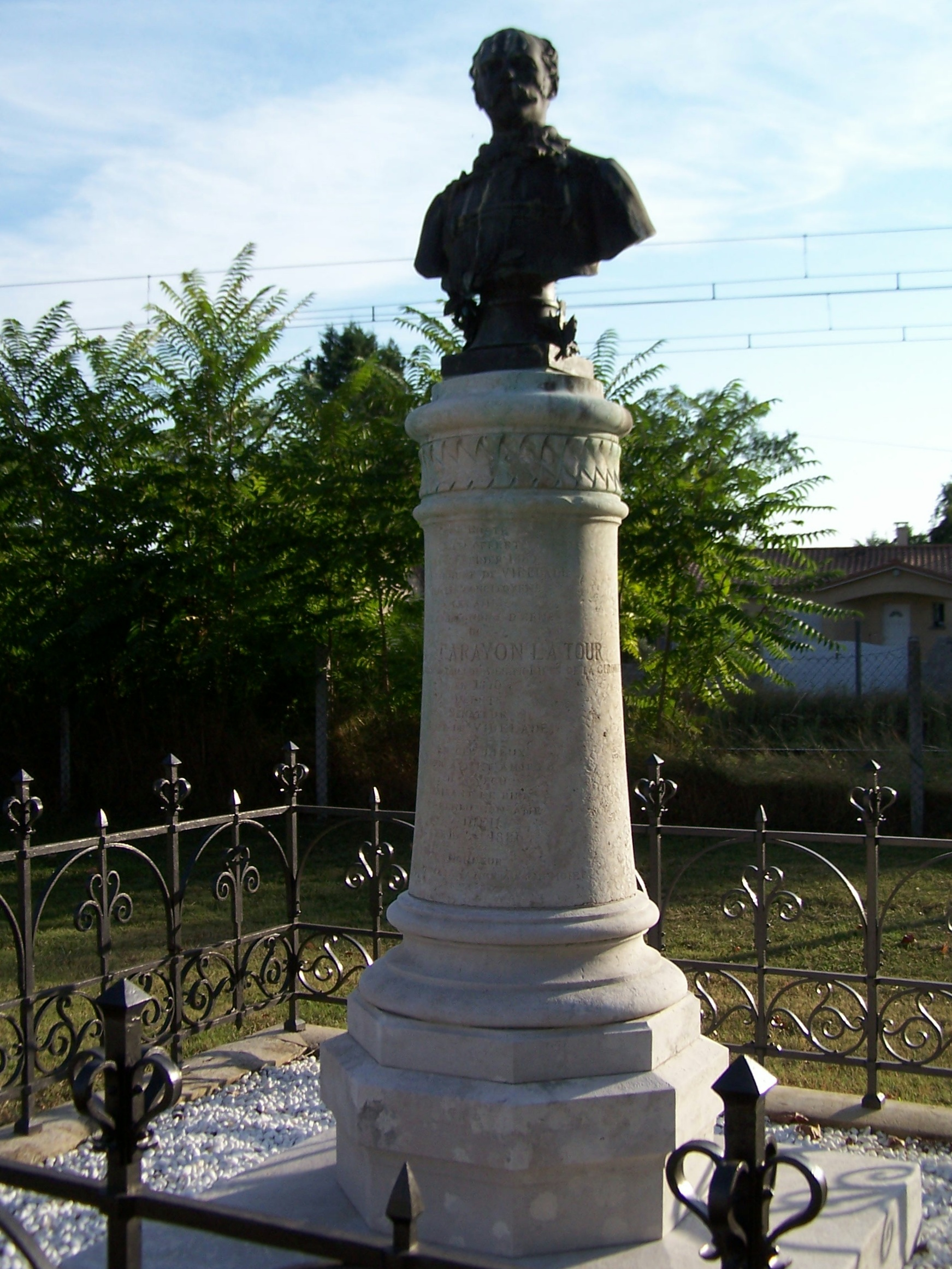
Buste de Carayon-Latour à Virelade.

Son épouse, Isabelle de Lassus, petite-fille de Jacques-François-Hippolyte Durand et nièce de Marc-Marie de Lassus, périt dans l'incendie du Bazar de la charité.
Joseph de Carayon-Latour fut le créateur de la race de Virelade, spécialisée sur le chevreuil . Il fut maître d 'équipage . cf site : mémoiredesequipage.